# Esra Yıldız
Esra Yıldız Kahraman (* 4. Juli 1997 in Nevşehir) ist eine türkische Boxerin, die sich im Leichtgewicht zur Teilnahme an den Olympischen Spielen 2020 in Tokio und im Federgewicht zur Teilnahme an den Olympischen Spielen 2024 in Paris qualifizierte.

## Boxkarriere
Esra Yıldız begann im Alter von 13 Jahren aus Gründen der Selbstverteidigung mit dem Boxsport und schaffte den Sprung in die Boxabteilung des Clubs Fenerbahçe SK. Sie nahm erfolgreich an den Junioren-Europameisterschaften 2012 (3. Platz), den Junioren-EU-Meisterschaften 2013 (1. Platz), den Junioren-Weltmeisterschaften 2013 (2. Platz), den Jugend-Weltmeisterschaften 2014 (2. Platz), den Olympischen Jugend-Sommerspielen 2014 (4. Platz), den Jugend-Europameisterschaften 2015 (2. Platz) und den U22-Europameisterschaften 2018 (5. Platz) teil.
Bei den Erwachsenen wurde sie 2016 und 2017 Türkische Vizemeisterin sowie 2018 und 2019 Türkische Meisterin. Sie gewann eine Bronzemedaille im Leichtgewicht bei den Europameisterschaften 2016, nachdem sie erst im Halbfinale gegen Darja Abramowa ausgeschieden war. Bei den Weltmeisterschaften 2016 unterlag sie jedoch schon in der Vorrunde gegen Mikaela Mayer.
Bei den Europameisterschaften 2018 und 2019 scheiterte sie jeweils vor dem Erreichen der Medaillenränge gegen Irma Testa und unterlag bei den Weltmeisterschaften 2018 in der zweiten Vorrunde gegen die Weltmeisterin von 2016, Alessia Mesiano.
Bei der europäischen Olympiaqualifikation im März 2020 in London besiegte sie Maryna Malovana aus der Ukraine, ehe das Turnier aufgrund der COVID-19-Pandemie unterbrochen wurde. Bei der Fortsetzung der Qualifikation im Juni 2021 in Paris besiegte sie noch Jekaterina Dynnik aus Russland und Kata Pribojszki aus Ungarn, womit sie sich für die 2021 in Tokio ausgetragenen Olympischen Spiele qualifizierte. Dort nahm sie im Leichtgewichtsturnier teil, wo sie im Achtelfinale Dayana Sánchez besiegte und dann im Viertelfinale gegen Mira Potkonen ausschied. Bei den Weltmeisterschaften 2022 unterlag sie erneut gegen Alessia Mesiano.
Beim 2. olympischen Qualifikationsturnier im Juni 2024 in Bangkok siegte sie gegen die Serbin Anđela Branković, die Spanierin Jennifer Fernández und die Thailänderin Nilawan Techasuep, womit sie sich für die Olympischen Spiele 2024 in Paris qualifizierte. Bei Olympia siegte sie jeweils gegen Marine Camara, Khouloud Hlimi und Jucielen Romeu, ehe sie im Halbfinale gegen Lin Yu-ting ausschied und Bronze gewann.
Bei der Weltmeisterschaft 2025 in Niš gewann sie eine Bronzemedaille.

## Sonstiges
Sie ist Absolventin der Universität Nevşehir Hacı Bektaş Veli.